# Landesbetrieb für Statistik und Kommunikationstechnologie Niedersachsen
Der Landesbetrieb für Statistik und Kommunikationstechnologie Niedersachsen (LSKN) ist ein ehemaliger Landesbetrieb der niedersächsischen Landesregierung. Er wurde am 31. Dezember 2013 aufgelöst und in die IT.Niedersachsen und das Landesamt für Statistik Niedersachsen (LSN) überführt.
Der LSKN war für landesinterne IT-Dienstleistungen und Statistikaufgaben im Land Niedersachsen zuständig. Durch die Zusammenlegung dieser beiden Bereiche sollten Synergieeffekte erreicht werden. Der Landesbetrieb hatte seinen Sitz an der Göttinger Chaussee in der niedersächsischen Landeshauptstadt Hannover. Er unterstand der Fachaufsicht des Niedersächsischen Ministeriums für Inneres und Sport.

## Aufgaben
Im Bereich Statistik erhob der Landesbetrieb Zahlen in verschiedenen Themenbereichen und veröffentlicht zahlreiche Statistiken. Dabei fand auch eine Zusammenarbeit mit anderen Ländern und dem Statistischen Bundesamt statt.
Der Bereich Kommunikationstechnologie war für den Datenschutz, die Datensicherheit, die Langzeitarchivierung und die Telekommunikationsdienstleitung bei den niedersächsischen Behörden zuständig. In der Koalitionsvereinbarung zwischen SPD und Grünen 2013–2018 ist festgehalten, dass die Landesstatistik in ein eigenständiges „Landesamt für Statistik“ überführt werden soll.

## Organisation
Der Landesbetrieb wurde von einem vierköpfigen Vorstand in Anlehnung an privatwirtschaftliche Organisationsformen geführt. Der Vorstand besaß vier Vorstandsbereiche, denen einzelne Fachbereiche nachgeordnet waren:
- IT-Dienstleistungen (V2)
- Statistik (V3)
- Personal, Finanzen und Zentrale Dienste (V4)

Außerdem war der Landesbetrieb an der Organisation des Zensus 2011 beteiligt.